# Cefaclor
Cefaclor ist ein Antibiotikum. Es gehört zur zweiten Generation der Cephalosporine. Cefaclor wird oral verabreicht und kann gegen grampositive und gramnegative Bakterien eingesetzt werden.

## Nebenwirkungen
- Häufig allergische Reaktionen, allergische Neutropenie, Phlebitis, gastrointestinale Beschwerden
- Gelegentlich Erhöhung der Transaminasen und der alkalischen Phosphatase, Blutbildveränderungen, Schwindel, Hypertonie
- Selten pseudomembranöse Kolitis
- Sehr selten Lymphozytose, Leukopenie, Hepatitis, Cholestase[3]

## Gegenanzeigen
Bei Cephalosporinallergie ist Cefaclor kontraindiziert. Wegen der Gefahr einer Kreuzallergie sollte das Medikament bei Penicillinallergie nur vorsichtig angewendet werden.